# Стебло

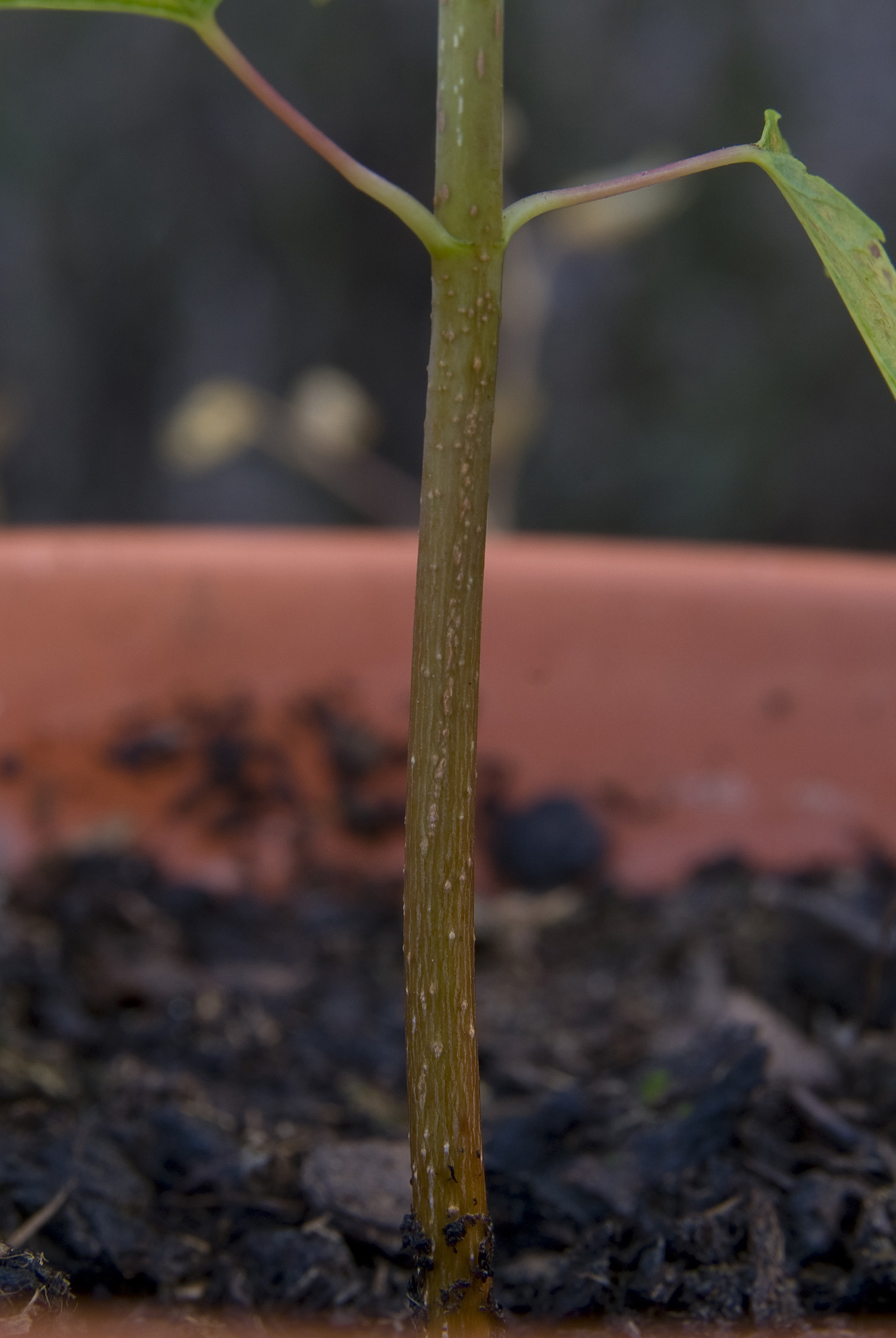
Стебло дуже молодого клена

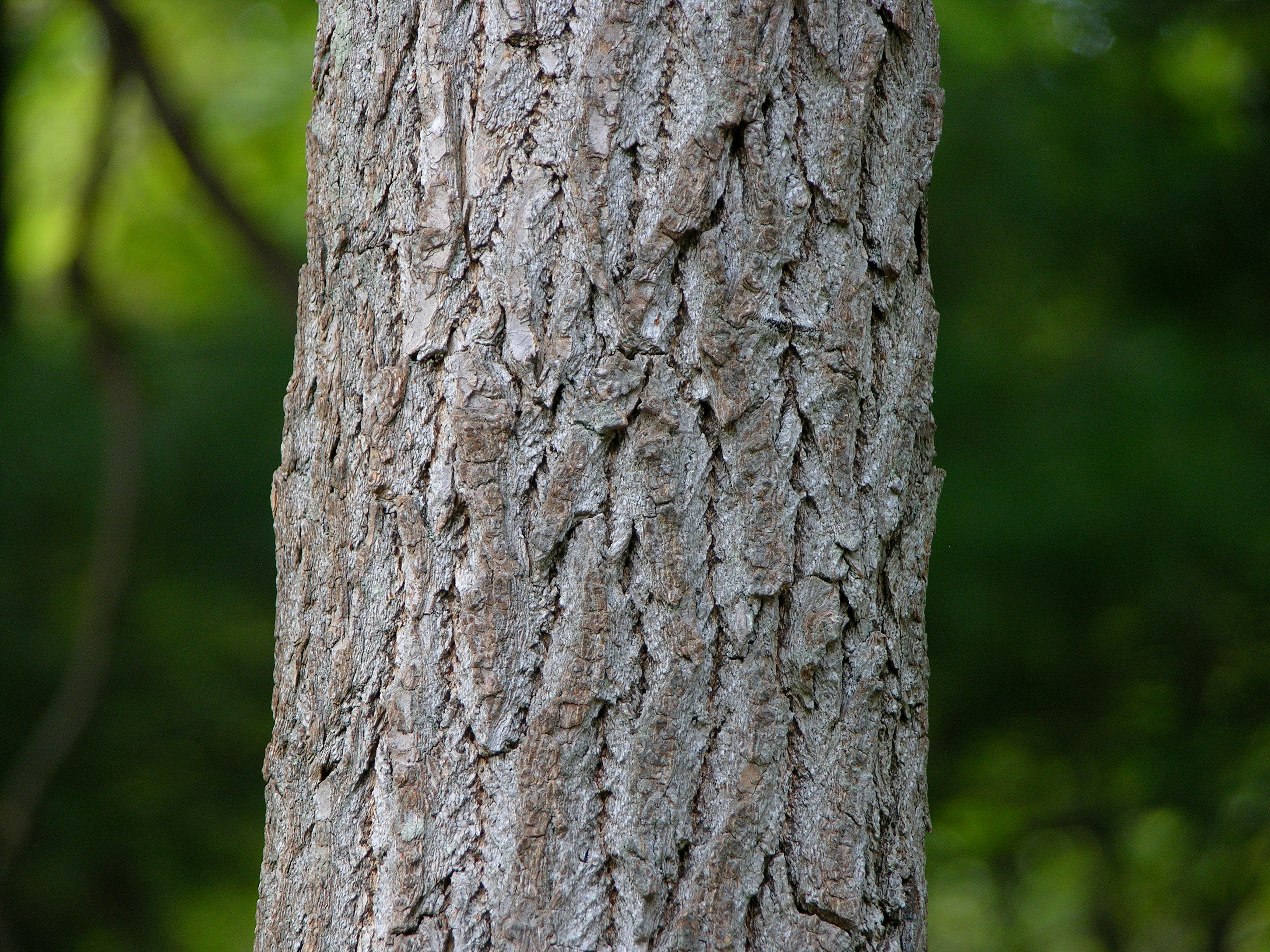
Стовбур — стебло дорослого дерева

Стебло́ — видовжена осьова частина пагона вищих рослин, що слугує їм механічною опорою, виконує базисну та генеративну роль для листків, бруньок, квіток.

## Загальний опис
У щоденній мові термін «пагін» часто змішується із терміном «стебло». Стебла, які є критичним компонентом пагонів, забезпечують основу для бруньок, квіток, шишок, плодів, насіння і листя. Стебла знаходяться над землею у більшості рослин, але у деяких ростуть під землею. Надземне (повітряне) стебло дорослого дерева зветься стовбуром. Мертва, зазвичай темніша внутрішня деревина великого стовбура зветься ядровою деревиною. Зовнішня, жива деревина зветься заболонню. Головні функції повітряних стебел є:
- Підтримка і підняття листя, квіток і плодів, утримання листя на світлі.
- Транспорт рідин між корінням і пагонами в ксилемі і флоемі.
- Зберігання поживних речовин

Стебло з'єднує корінь і листя, по ньому пересуваються вода, розчини мінеральних солей і органічних речовин. У стеблі часто відкладаються запаси поживних речовин. Розгалуження його дає крону. На стеблі утворюються листки і органи статевого розмноження — квітки. Стебло часто є органом вегетативного розмноження рослин. Видозміни стебла є органами захисту, асиміляції та інше
Ріст рослин супроводжується їх галуженням. Найпоширеніші чотири типи галуження: дихотомічне, моноподіальне, симподіальне і несправжньодихотомічне.
Дихотомічне галуження виявляється в тому, що точка росту ділиться на дві і ріст відбувається в двох напрямах, тобто утворюються дві рівнозначні гілки. Через якийсь час точки росту цих гілок знову діляться і т. д. Дихотомічне галуження властиве водоростям, мохам, плаунам. Буває двох видів — рівномірне та нерівномірне. При рівномірному обидві гілки є рівнозначними, при нерівномірному одна з гілок займає верхівкове положення, а інша бічне.
Моноподіальне — це таке галуження, при якому верхівковим може бути лише один пагін. Воно характерне для ялини, сосни, модрини. При втраті або загибелі верхівкового пагона ріст вгору фактично припиняється.
Симподіальне — це галуження при якому роль головного пагона може взяти бічний при умові загибелі або втраті верхівкового. Виникає з дихотомічного або моноподіального. Прикладом першого може бути селагінела, в якої одна з гілок розвивається швидше, зсуває вбік другу гілку і набуває положення головної осі(нерівномірна дихотомія). Через якийсь час повторюється те саме. В результаті такого росту головна вісь складається з окремих частин. Симподіальне галуження, що виникає з моноподіального, характерне для дерев — берези, верби, в'яза, липи та ін. У цьому випадку з верхівкової бруньки головна вісь розвивається за короткий час. Потім головна брунька відстає в рості або зовсім відмирає, і ріст головної осі продовжує бічна брунька. Через певний час і ця брунька відмирає, поступаючись місцем іншій бічній бруньці. В результаті такого росту головна вісь складається з кількох частин.

## Класифікація стебел

### За розташуванням щодо рівня ґрунту
- надземні
- підземні

### За ступенем здерев'яніння
- трав'янисті
- напівздерев'янілі
- дерев'янисті

### За напрямком і характером росту
- Прямостоячі (соняшник)
- Лежачі (сланкі) — стебла лежать на поверхні ґрунту, не вкорінюючись (вербозілля сланке)
- Висхідні — нижня частина стебла лежить на поверхні ґрунту, а верхня піднімається вертикально (вовче тіло болотяне)
- Повзучі — стебла стеляться по землі і вкорінюються завдяки появі у вузлах придаткових коренів (розхідник звичайний)
- Чіпкі (повзучі) — прикріплюються до опори за допомогою вусиків (горох)
- Кучеряве — тонкі стебла, що обвивають опору (ломиніс)

### За формою поперечного перерізу
- округлі
- сплюснуті
- три-, чотири-, багатогранні (гранчасті)
- ребристі
- борознисті (жолобчасті)
- крилаті — стебла, у яких по гострих гранях тягнуться плоскі трав'янисті вирости (горошок лісовий) або злиті зі стеблом основи листків (живокіст лікарський), також можуть бути вирости кори (бруслина крилата)

## Форма стебла

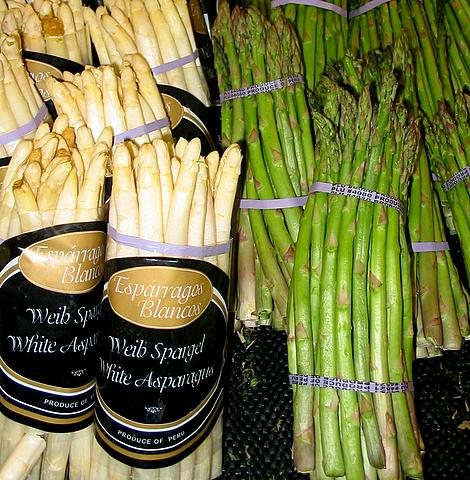
Біла і зелена спаржа — хрусткі стебла — їстівні частини цього овоча

Найпоширеніша форма — циліндрична. У поперечному розрізі стебло буває округле (у берези, дуба, сосни, ялини); тригранне (в осок, смикавця); чотиригранне (у губоцвітих — глухої кропиви, м'яти, зеленчука), багатогранне (у кактусів); сплюснуте (у плоскухи). Безлисту частину стебла, на якій розвивається квітка або суцвіття, називають стрілкою (у цибулі, кульбаби). Нижня частина стебла в таких рослин укорочена, листки зібрані в прикореневу розетку.
За будовою стебла всі рослини поділяються на дерева, кущі і трави. У трав стебло часто соковите, м'яке, зелене. Звичайно воно росте протягом одного періоду вегетації. В однорічних рослин стебло часто засихає до закінчення вегетаційного періоду, у багаторічних з похолоданням надземні частини гинуть, а підземні кореневища, цибулини, бульби) перезимовують. На поверхні ґрунту часто зберігаються укорочені стебла і прикореневі розетки дворічних і багаторічних рослин (синяк, кульбаба). У більшості злакових стебло складається з порожнистих меживузлів, скріплених вузлами, і називається соломиною.
У дерев і кущів стебла здерев'янілі, тверді. У дерев добре розвинутий стовбур, верхня частина його розгалужується в більш-менш розвинуту крону. У кущів стебла також міцні, здерев'янілі, галузяться від основи, утворюючи 3—15 однакових стебел (ліщина, шелюга, калина). У напівкущів (чебрець, шавлія лікарська) дерев'яніє тільки нижня частина стебел, а верхня (трав'яниста) — щороку підмерзає.
Стебла бувають прямостоячі, повзучі, чіпкі і виткі. У переважної більшості рослин стебло прямостояче. У таких рослин, як суниці, барвінок, вербозілля, лучний чай, стебло стелиться по землі. З вузлів утворюються додаткові корені, якими ці рослини закріплюються на поверхні, укорінюються. Такі стебла називають повзучими. Квіткові пагони цих рослин розміщуються здебільшого вертикально.
У винограду, плюща на стеблі є пристосування (причіпки, вусики), якими вони прикріплюються до стовбурів дерев, кам'яних стін, гранітних скель. Такі стебла називаються чіпкими.
У берізки польової (Convolvus arvensis), що засмічує польові культури, плетухи звичайної (Calystegia sepium), яка росте по берегах річок, і хмелю стебла в'ються навколо рослин з міцними стеблами. Такі стебла називаються виткими.
Рослини з чіпкими і виткими стеблами називають ліанами. У флорі помірного клімату ліани зустрічаються рідко. Більше їх у тропічних вологих лісах. Особливо цікава тропічна ліана — ротангова пальма, що має стебло завдовжки до 300 м і завтовшки — 2-4 см.

## Розміри стебел
Стебла бувають різних розмірів. Так, у вольфії безкореневої (Wolffia arrhiza), що росте в стоячих водоймах України, довжина стебла не більша за 2 мм. Значних розмірів досягають стовбури основних лісових порід. Так, у дуба звичайного він досягає 40 м, у ясена звичайного — 35 м, сосни звичайної — 50 м і в смереки білої — 70 м. Найвищі дерева світу — австралійські евкаліпти — 155 м з діаметром стовбура біля основи 10 м. Товщина стовбура африканського баобаба досягає 25 м.

## Видозміни стебла
Крім основної функції стебла виконують ще додаткові, пов'язані з їх видозмінами.
Тонкі стебла паразитної рослини повитиці втрачають хлорофіл. У певних місцях її стебла утворюються присоски, які своїми виростами проникають до провідних пучків рослини-хазяїна. Присосками вони беруть з рослини-хазяїна готові поживні речовини, У кактусів і кактусоподібних молочаїв тропічних країнах потовщені м'ясисті стебла зелені й виконують функцію листків. У тканинах стебла утворюються значні запаси води. Листки кактусів перетворилися в колючки.
У винограду, гарбуза, кавуна, огірків вирости стебла утворюють вусики, якими рослини прикріплюються до різних предметів або рослин з міцним стеблом.
У значної кількості багаторічних рослин (особливо злаків, осок) утворюються підземні стебла — кореневища, на яких є невеликі лускаті листки буруватого кольору. Ростова частина їх закінчується верхівковою брунькою. Зовні кореневища подібні до коренів; кореневого чохлика в них немає.
У осок і злаків кореневища тонкі, шнуроподібні, у купини, конвалії — короткі, товсті й вузлуваті.
У м'ясистих укорочених підземних стеблах (бульби картоплі, земляної груші) утворюється крохмаль. Бульби вкриті редукованими листками, у пазухах яких утворюються бруньки (вічка). Навесні висаджені в ґрунт бульби при відповідній температурі і вологості проростають. З вічок утворюються надземні стебла. Бульби пов'язані із стеблом видовженими кореневищами — еталонами. У деяких рослин (кольрабі, тропічних епіфітних орхідей) утворюються зелені надземні бульби У городньої цибулі на першому році життя в ґрунті утворюється цибулина. Вона складається з укороченого стебла — денця і видозмінених м'ясистих листків, що тісно прилягають один до одного. Як і бульба, цибулина є органом вегетативного розмноження.
Вуса — тонкі з видовженими міжвузлями повзучі пагони (суниці) — вкорінюються у вузлах і дають початок новим рослинам.

## Морфологічна будова стебла
За формою стебла бувають: округлі (циліндричні) в рослин родин айстрових, злакових, жовтецевих, пасльонових та ін.; тригранні в
осокових;
чотиригранні в губоцвітих; багатогранні в шавлії, кропу, ехінокактуса; сплюснуті в багатьох пустельних рослин, тонконога, півника болотного;
крилаті в чини; борозенчасті в татарника; порожнисті в злаків; діжко-подібні в баобаба.
Зовні стебла можуть бути гладенькими (у багатьох злакових, бальзамінових), опушеними (у шорстколистих) або шипуватими (у троянди).
Молоді стебла зелені, здатні фотосинтезувати, старі багаторічні вкриваються корком або кіркою. Якщо всередині стебла не формується паренхіма або вона руйнується (крім тієї, що у вузлах), тоді вони стають пустотілими — у губоцвітих, деяких бобових та ін.
Пустотілі стебла у злакових називають соломиною. Однак у цій родині є стебла виповнені паренхімою — у кукурудзи, сорго та ін.
За характером росту стебла бувають прямостоячі (дерева, трав'янисті злакові, айстрові, кукурудза); сланкі (лежачі), які стелячись до землі, не вкорінюються (спориш, якірці, остудник, журавлина); повзучі, які, стелячись поверхнею землі, у місцях дотику з ґрунтом (у вузлах) утворюють корені й розетки листків (перстач, суниця, барвінок, вербозілля, розхідник, конюшина біла); висхідні (чебрець, у якого від горизонтальної осі відходять вертикально вгору бічні розгалуження). Особливу групу рослин становлять ліани —представники трав'янистих і дерев'янистих рослин з виткими пагонами. Стебла цих рослин, у зв'язку зі швидким ростом, тонкі, з великими міжвузлями. За допомогою причіпок, вусиків, волосків вони чіпляються до предметів і підносяться вгору до світла (виноград, плющ). У багатьох ліан стебла обвиваються навколо опори (березка, квасоля, хміль). У тропічних лісах росте пальма ротанг з виткими стеблами завдовжки понад 200 м, а завтовшки всього 2-4 см. Безлисте, що несе квітку або суцвіття, стебло (точніше, одне дуже видовжене меживузля), називають стрілкою (цибуля, первоцвіти, нарцис, тюльпан, кульбаба).
Розміри стебел різноманітні: від кількох міліметрів до сотень метрів. Наприклад, у вольфії та австралійської орхідеї бульбофілум стебла майже мікроскопічні (1-1 мм), а в секвоядендрона гігантського та евкаліпта досягають 142—155 м. У помірній зоні середня висота дерев становить: у сосни — 50 м, дуба — 40 м, клена — 25 м і т. д. Щодо товщини стебел, то рекордні розміри має стовбур африканського баобаба (10-12 м в діаметрі).
Тривалість життя у рослин також неоднакова. Окремі рослини розвиваються протягом 2-3 тижнів, рідше довше, інші живуть кілька сотень або тисяч років: бук (350—600), каштан — 2000, тис ягідний — 3 000-5 000 років, сосна — 500, дуб — до 2 000. Вважають, що найдавнішим представником рослинного світу на нашій планеті є баобаб. У Танганьїці (Африка) виявлено «патріарха» рослинного світу, якому близько 5 000 років, його висота становить 22 м, а окружність — 47 м.
За тривалістю життя рослини діляться на однорічні, дворічні і багаторічні. Однорічні рослини, серед яких багато культурних рослин (кукурудза, соняшник, пшениця, горох) та бур'янів (мишій, кукіль) повний цикл розвитку проходять за один рік. 3 висіяної насінини розвиваються корінь, стебло, квітка; відбувається запилення і запліднення. Утворюються плоди і насіння. Після закінчення вегетації надземні частини відмирають.
У дворічних рослин (буряк, морква, редька, петрушка, буркун, цикорій, енотера) цикл розвитку відбувається протягом двох років. У перший рік формуються вегетативні органи, поживні речовини нагромаджуються в їх підземних і надземних частинах, а наступного року вони утворюють генеративні органи — квіти, плоди, насіння.
Багаторічні рослини характеризуються тим, що цикл їх розвитку триває кілька чи багато років. Розрізняють трав'яні та деревні багаторічні рослини. Трав'яні відзначаються вимиранням надземних пагонів на зиму та здатністю закладати бруньки відновлення, з яких щороку з'являються нові надземні пагони. В деревних рослин надземні частини не відмирають і розвиваються протягом усього життя. Серед них розрізняють дерева, кущі, напівкущі, кущики.
Залежно від середовища, в якому розвиваються стебла, їх можна поділити на три групи: надземні, підземні й водяні. Найбільше рослин з надземним стеблом. Для стебел водяних рослин характерна добре розвинена аеренхіма (валіснерія, пухирник, ряска).
Внутрішня будова дерев'янистого стебла на прикладі гілки липи
Для багаторічних деревних рослин характерний безпучковий тип стебла.
У цих рослин надземні частини залишаються живими тривалий час, їх постійний розвиток зумовлюється наявністю меристемних тканин — камбію і фелогену, які й визначають особливості будови їх стебла. Камбій забезпечує наростання вторинних флоеми і ксилеми, а фелоген — кірки й фелодерми, тобто наростання об'єму стовбура і його захист. Внутрішня будова гілки липи чудово ілюструє безпучковий тип будови стебла деревних рослин.
У структурі стебла липи виділяються ділянки неоднорідні за своїм генезисом, віком й анатомічною будовою. Тут виділяють такі блоки тканин: перидерму, первинну кору, вторинну кору, камбій, вторинну ксилему, серцевину. Молоді стебла покриті одношаровим епідермісом з кутикулою, але він не довговічний і вже наприкінці літа замість нього з'являється корок.
Виникнення корка зумовлене діяльністю фелогену, що утворився в субепідермальній тканині. Його клітини відчленовують до периферії корок, а до центру — фелодерму. На гілках 2-5-річного віку корок замінюється кіркою як більш надійною захисною тканиною.
Під епідермісом молодої гілки розташована первинна кора. Її зовнішня частина складається із 2-5-шарової пластинчастої коленхіми, клітини якої заповнені протопластом з хлоропластами. Паренхіма первинної кори, яка утворена великими, витягнутими в горизонтальному напрямі клітинами. Нерідко вони є місцем відкладання запасних поживних речовин. Деякі клітини містять друзи. Внутрішній шар клітин створює крохмаленосна піхва зі запасним крохмалем, який збалансовує наростання зовнішніх і внутрішніх тканин.
За крохмаленосною піхвою починається центральний циліндр. Зовнішній шар його — перицикл, який над ділянками вторинної флоеми утворює склеренхіму із здерев'янілими оболонками.
Глибше розміщена вторинна кора, або флоема. За походженням вона є продуктом життєдіяльності камбію. Протягом тривалого життя рослини відкладається потужна вторинна флоема у вигляді трапецієвидних ділянок. Вона складається із твердої та м'якої флоеми. Тверда флоема утворюється луб'яними волокнами, оболонки яких частково дерев'яніють. Луб'яні волокна міцні, витримують великі навантаження на згин і в поєднанні з внутрішніми механічними тканинами забезпечують високу міцність стебла деревних рослин. М'яка флоема складається з ситоподібних трубок, клітин-супутників і флоемної паренхіми.
По ситоподібних трубках від листків до місць споживання й відкладання в запас по низхідній течії переміщуються поживні речовини. У флоемній паренхімі на зиму відкладаються запасні поживні речовини. Тверда і м'яка флоема чергуються між собою, але їх відкладання не відповідає річним приростам, бо протягом року виникає по кілька шарів. Трапецієподібні ділянки вторинної флоеми розділяють частини первинних серцевинних променів. Первинними називають такі серцевинні промені, які пронизують тканини стебла від флоеми до серцевини. По них переміщуються поживні речовини в горизонтальному напрямі.
До центру камбій відкладає лише вторинну ксилему або деревину. Основну її масу становлять судини й трахеїди, які є провідними елементами та лише частково виконують механічну функцію. Це, звичайно, досконалі драбинчасті й пористі судини.
Механічна тканина ксилеми представлена лібриформом (деревинними волокнами). До ксилеми входить ще й основна деревинна паренхіма, яка рівномірно розподіляється між іншими елементами або навколо трахеїд чи судин. Вона відзначається частковим здерев'янінням клітин і зберігає живий уміст, є місцем запасання поживних речовин. У ксилемі містяться вторинні серцевинні промені, які виникають одночасно з наростанням деревини. Ці промені губляться в ксилемі та не досягають серцевини,. Отже, ксилема складається з провідних, механічних й основних тканин, щільність яких різна в окремих видів рослин. Особливістю камбію багаторічних деревних рослин є періодичність його роботи. Особливо інтенсивно він ділиться навесні та відкладає тонкостінні, великопористі, драбинчасті й пористі судини. Утворення значної кількості цих судин навесні забезпечує приплив великої кількості води та розчинених у ній поживних речовин до бруньок і листків, що розвиваються. Цю частину ксилеми називають деревиною. Вона має пухку консистенцію. У другій половині та активність камбію послаблюється і він відчленовує товстостінні дрібнопористі елементи. Більша частина з них належить трахеїдам, які тут виконують не так провідну, як механічну функцію. Цю щільну частину ксилеми називають осінньою деревиною. Відкладена протягом року ксилема включає весняну й осінню та утворює річне кільце деревини.
Оскільки ж осіння деревина минулого року й весняна поточного чітко різняться, то за річними кільцями можна визначити вік рослини. Світлі кільця — це кільця деревини, що мають великі тонкостінні клітини, судини (трахеїди) великого діаметру, які утворюються навесні та при активному поділі клітин камбію. Темні кільця утворюються восени.
Клітини деревини дрібні товстостінні, мають більше механічної тканини. Взимку клітини камбію не діляться. Товщина річних кілець залежить від кліматичних умов у даний сезон. Якщо умови були сприятливими — світлі кільця широкі. Річні кільця непомітні у тропічних рослин, бо вони ростуть протягом усього року майже рівномірно.
Центральну частину стебла займає серцевина. Її клітини великі, багатокутні, з тонкими оболонками, часто є місцем запасання поживних речовин. 3 віком вони руйнуються і посередині виникає порожнина (дупло).
Таким чином, у стеблі розрізняють: перидерму, яка складається з корку, коркового камбію (фелогену), фелодерми та кору — первинну й вторинну.
Первинна кора розташована під перидермою і складається з коленхіми (механічної тканини) та паренхіми.
Вторинна кора, або луб, представлена провідною тканиною (ситоподібні трубки), механічною тканиною (луб'яні волоски) та основною (луб'яна паренхіма).
Камбій міститься під корою (твірна тканина). Завдяки камбію стебло росте в товщину.
Серцевина займає центральне місце у стовбурі, складається з тонкостінних великих клітин основної тканини.